# Mercedes-Benz Ponton (Type 128)
La Mercedes-Benz Type 128, mieux connue sous le nom de Mercedes-Benz 220 SE, est l’un des modèles haut de gamme du constructeur Daimler-Benz avec un moteur six cylindres à injection,,,. Elle est développée à partir du modèle 220 S (W 180 II) avec moteur à carburateur et construite parallèlement au W 120/W 121 (Kleiner Ponton, français : petite Ponton) avec moteurs quatre cylindres) de la catégorie des grandes routières.

## Berline
Daimler-Benz avait déjà utilisé la technologie complexe d’injection directe d’essence dans les années 1930 dans la construction de moteurs d’avions (DB 601) et plus tard dans les voitures de course - également dans l’exclusive voiture de sport 300 SL « Papillon » à partir de 1954. La 220 SE est arrivée sur le marché en septembre 1958 avec un système d’injection de collecteur d’admission mécanique plus simple utilisé depuis début 1956 dans le modèle haut de gamme Mercedes-Benz 300 Sc (Mercedes Adenauer). Dans le moteur M 127, la pompe d’injection à deux pistons Bosch, commandée par une came de pièce fraisée par copie, injecte le carburant par intermittence dans les collecteurs d’admission devant les soupapes d’admission via deux distributeurs triples.
À l’exception du moteur, les 220 SE berline, coupé et cabriolet correspondaient aux modèles sœurs 220 S équipées d’un carburateur. Le moteur M 127 à injection avait une puissance nominale accrue de 85 kW (115 ch) à 4 800 tr/min. Cependant, les performances de conduite améliorées et la consommation de carburant légèrement meilleure de l’injecteur ont dû être facturées avec un prix supplémentaire de 1 900 Deutsche Mark. L’embrayage automatique « Hydrak » était également disponible pour 450 Deutsche Mark supplémentaires. Seulement 1 974 exemplaires ont été fabriqués d’octobre 1958 à août 1959. En juillet 1994, 102 véhicules étaient encore immatriculés auprès de la Kraftfahrt-Bundesamt en Allemagne, sans compter les véhicules sans immatriculation en cours.

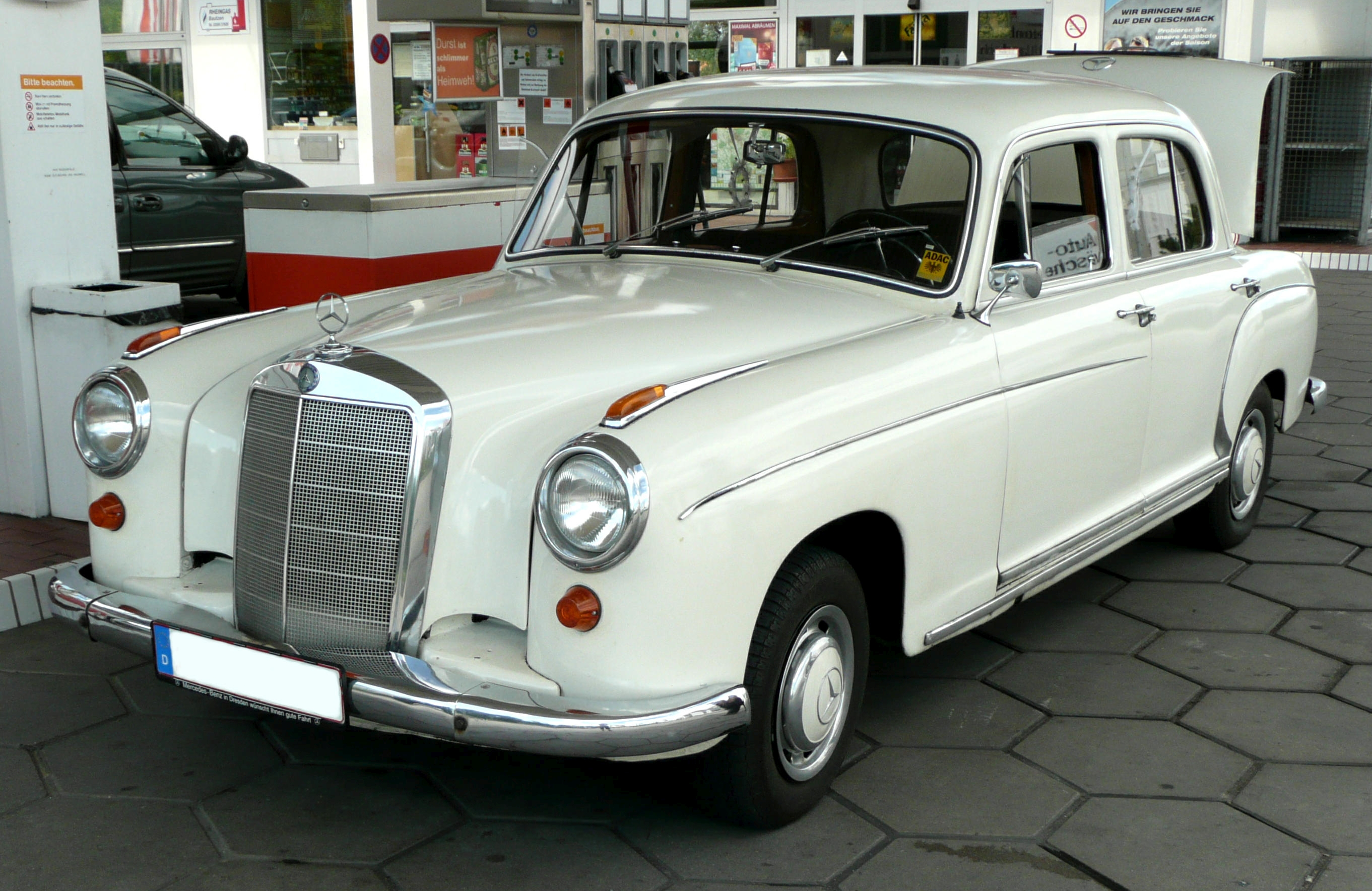
Mercedes-Benz 220 SE (W 128, année 1958).
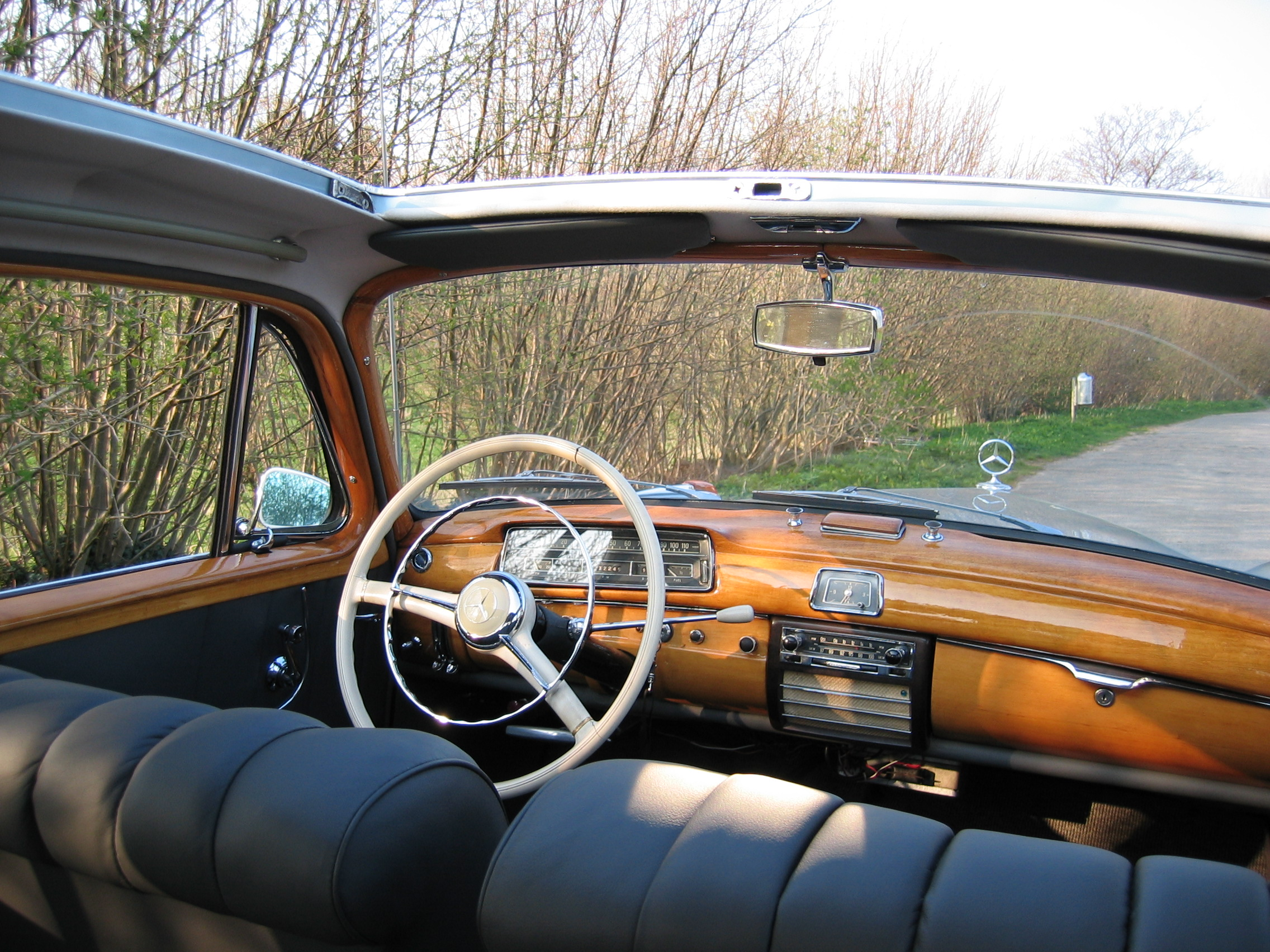
Intérieur d’une Mercedes-Benz 220 SE (W 128, année 1959).
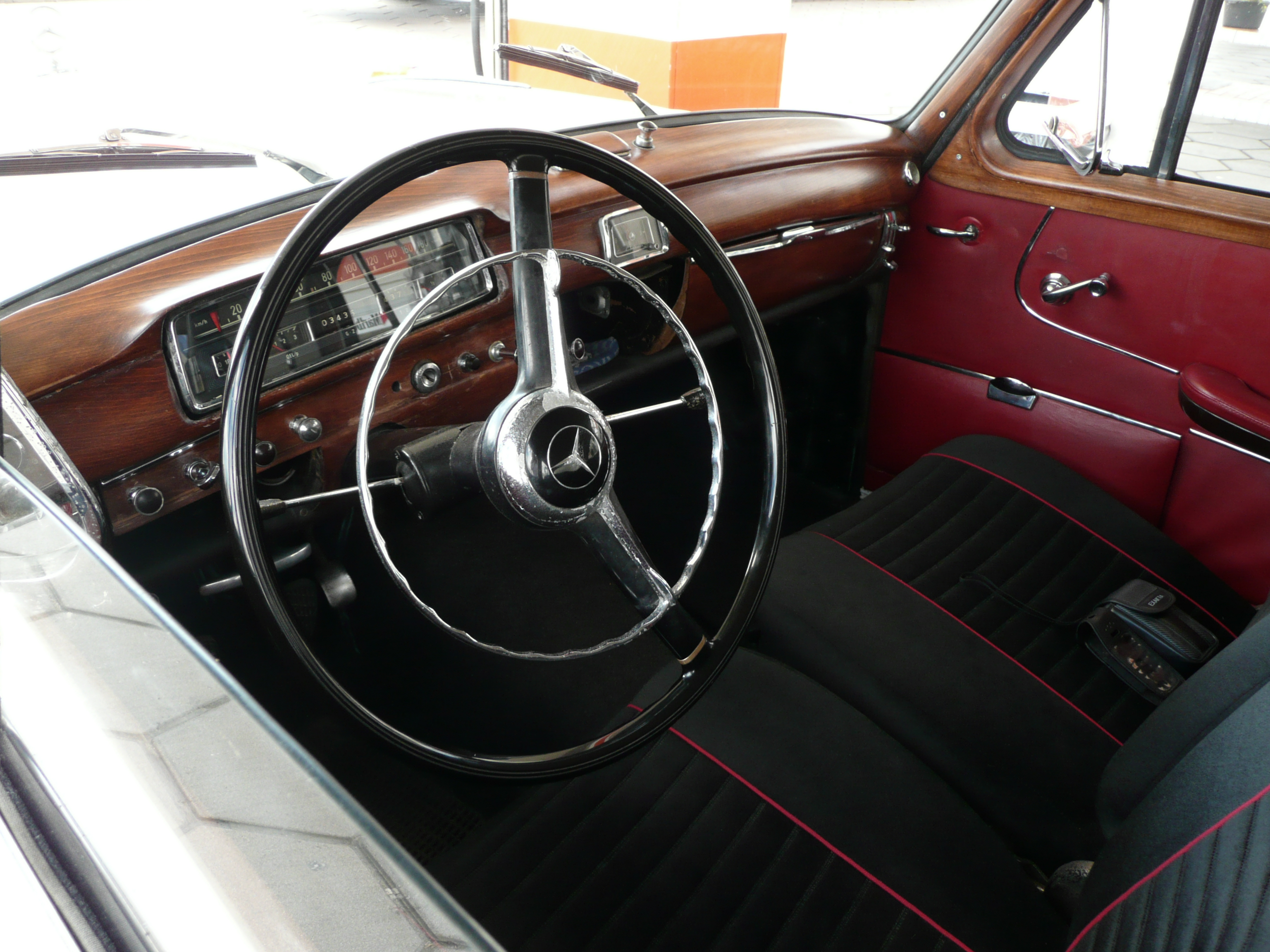
Intérieur d’une Mercedes-Benz 220 SE (W 128, année 1958).
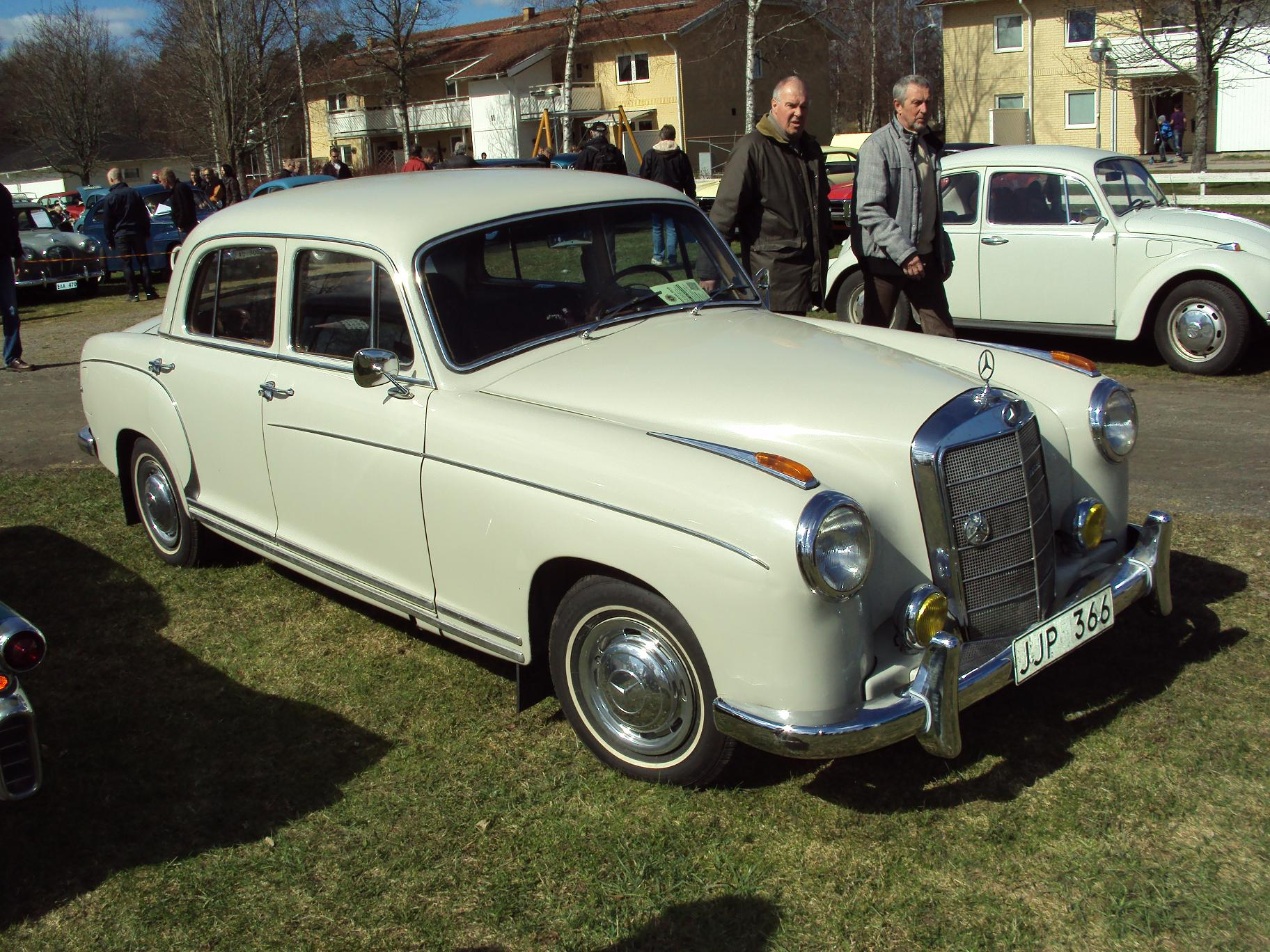
Mercedes-Benz 220 SE.
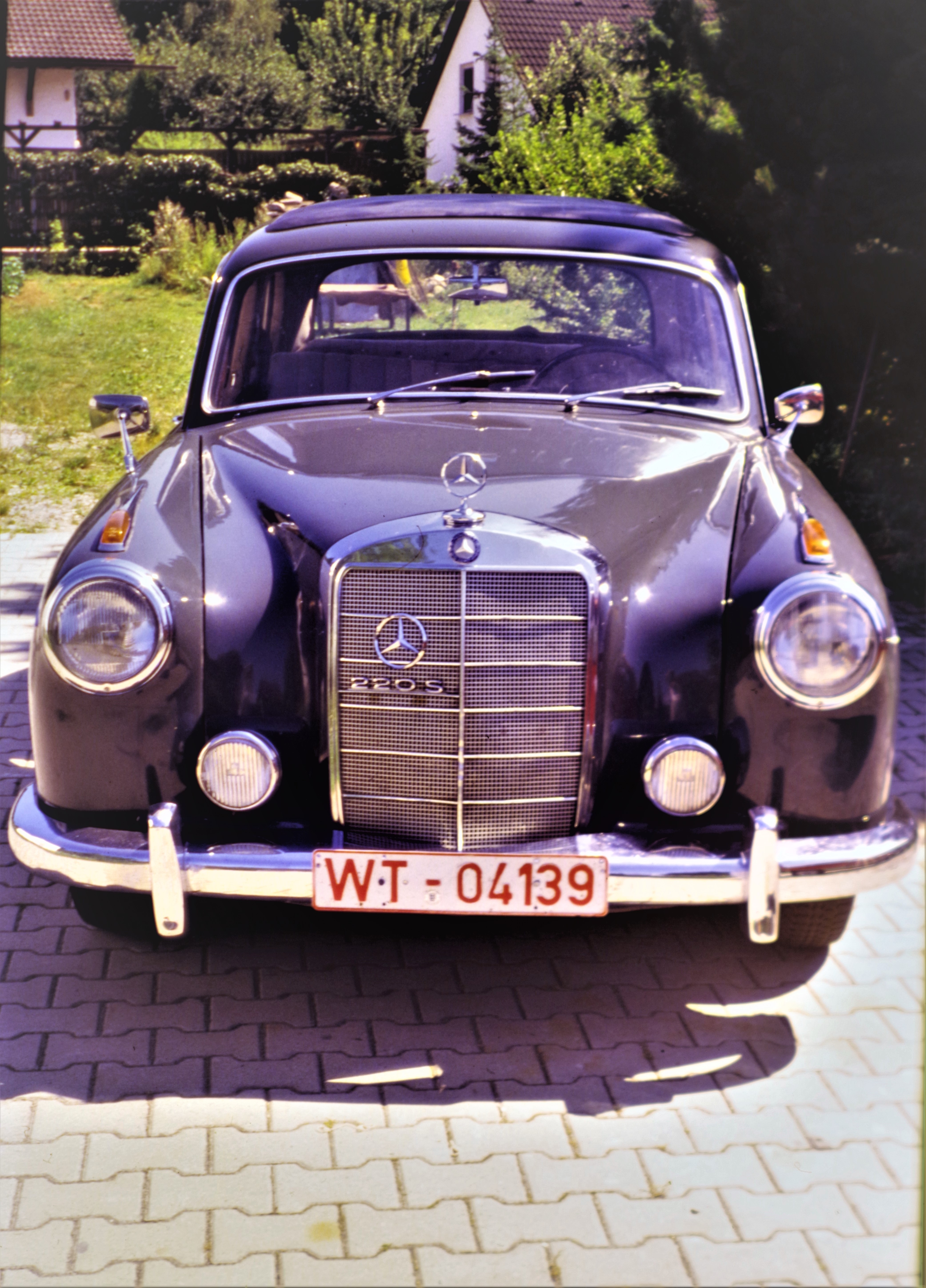
Mercedes-Benz 220 SE berline, année 1959.

## Coupé et cabriolet
À partir de septembre 1958, le coupé et le cabriolet, qui correspondaient aux versions à carburateur, étaient également proposés en finition 220 SE avec injection mécanique dans le collecteur d’admission. En août 1959, un modèle entièrement repensé avec moteurs six cylindres et une carrosserie à aileron arrière a été présenté, le modèle W 111. La production des berlines Ponton 220 SE s’est terminée le même mois. Le coupé et le cabriolet ont continué à être construits. À partir d’août 1959, le moteur à injection modifié pour les nouveaux modèles 220 SEb est utilisé dans les deux modèles, qui développe désormais une puissance de 88 kW (120 ch) grâce à des tubulures d’admission droites et un arbre à cames « raide ».
Enfin, en novembre 1960, la production des 220 SE coupé et cabriolet s’arrête. En février 1961, un nouveau coupé, ainsi qu’un nouveau cabriolet en août 1961, sont présentés comme successeurs. Avec un total de seulement 830 exemplaires construits, les coupés Ponton à moteur à injection font partie des modèles de la production Mercedes-Benz d’après-guerre les plus rares.

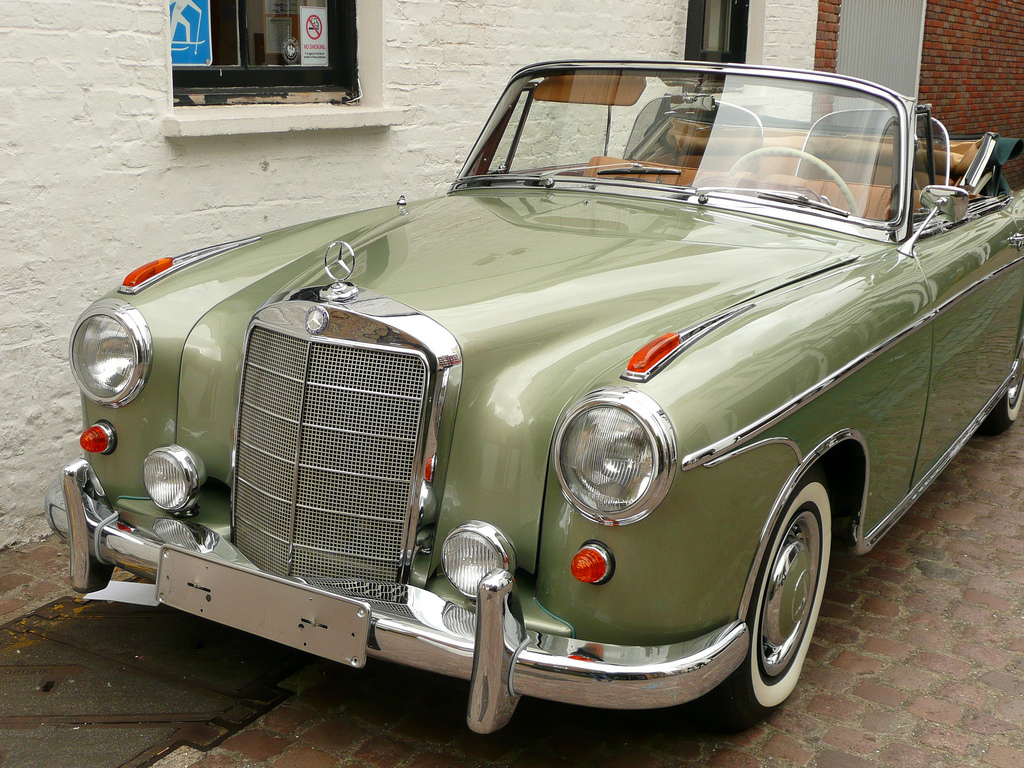
220 SE, avant.
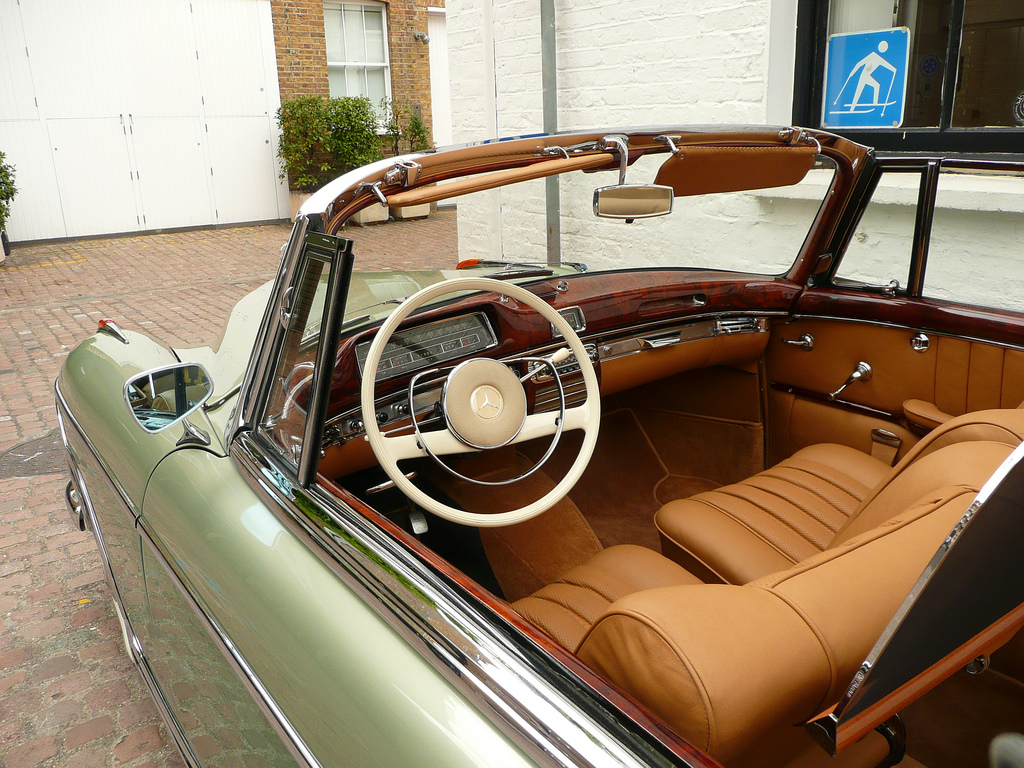
220 SE, intérieur.
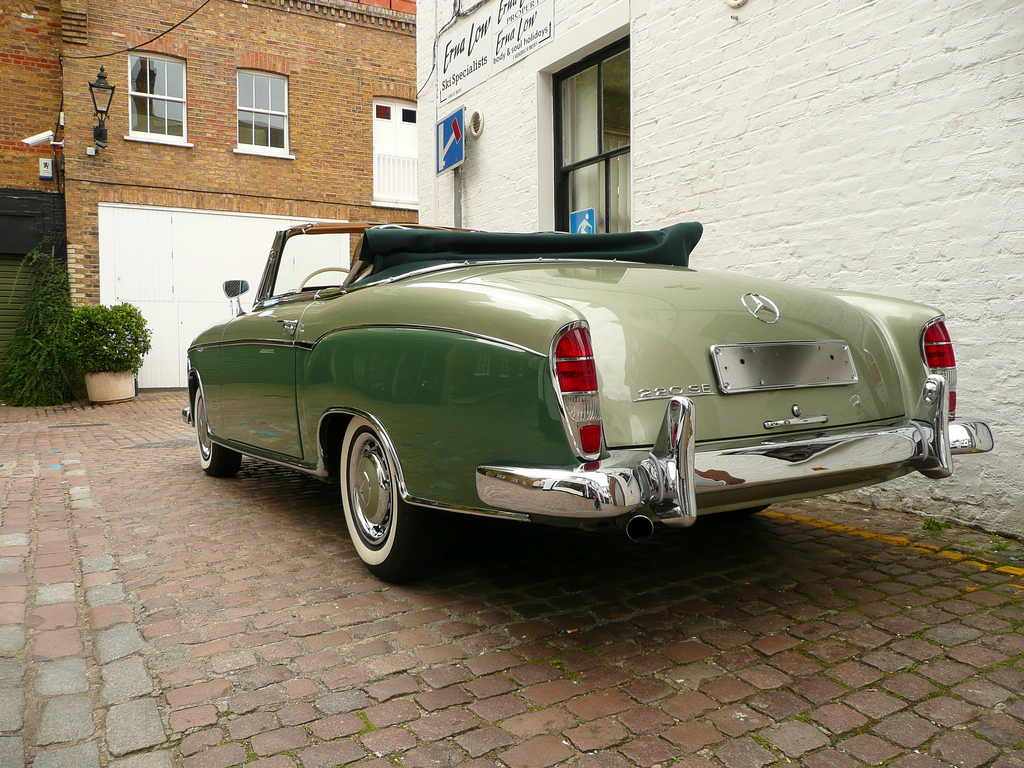
220 SE, arrière.
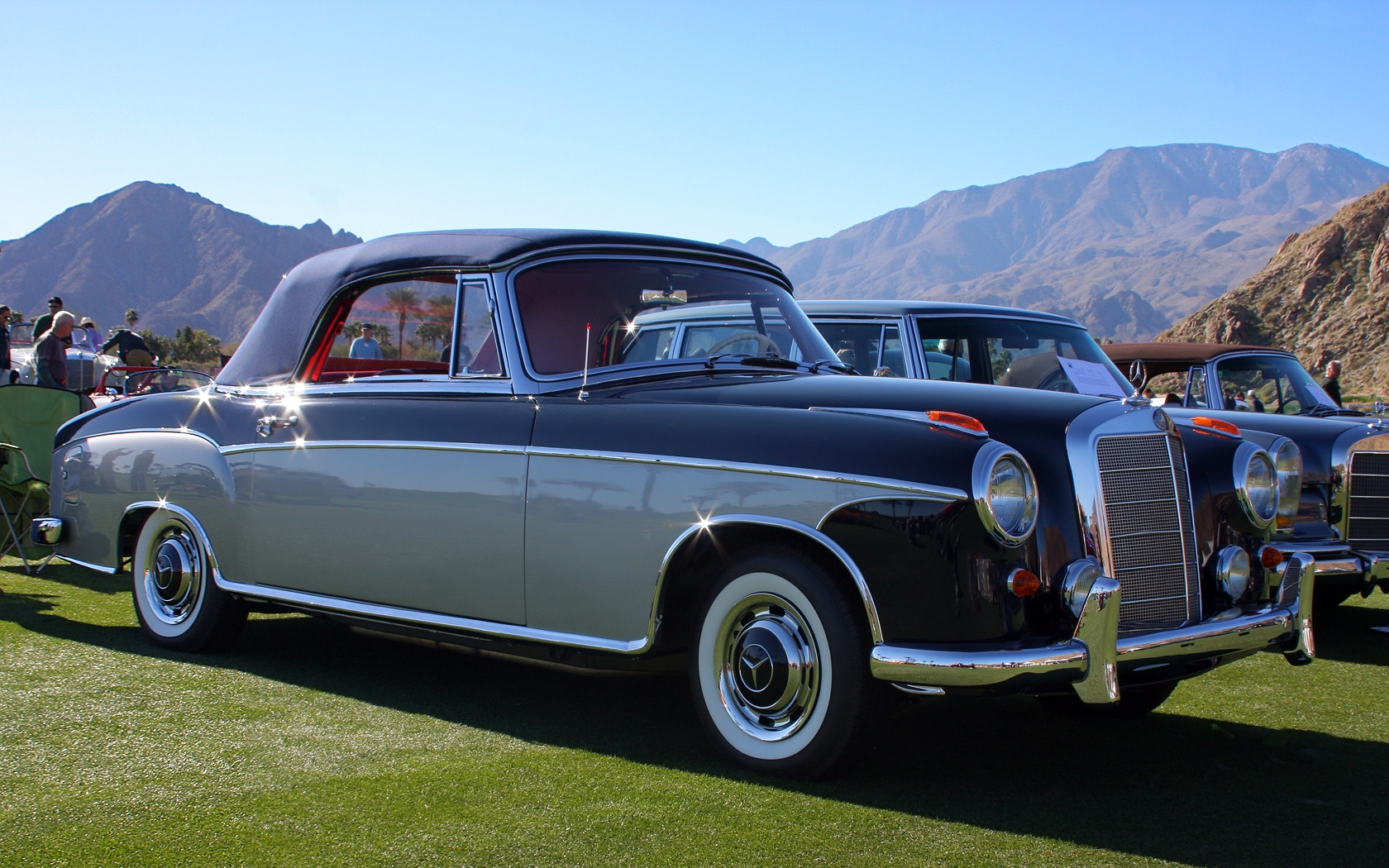
220 SE cabriolet (1960).
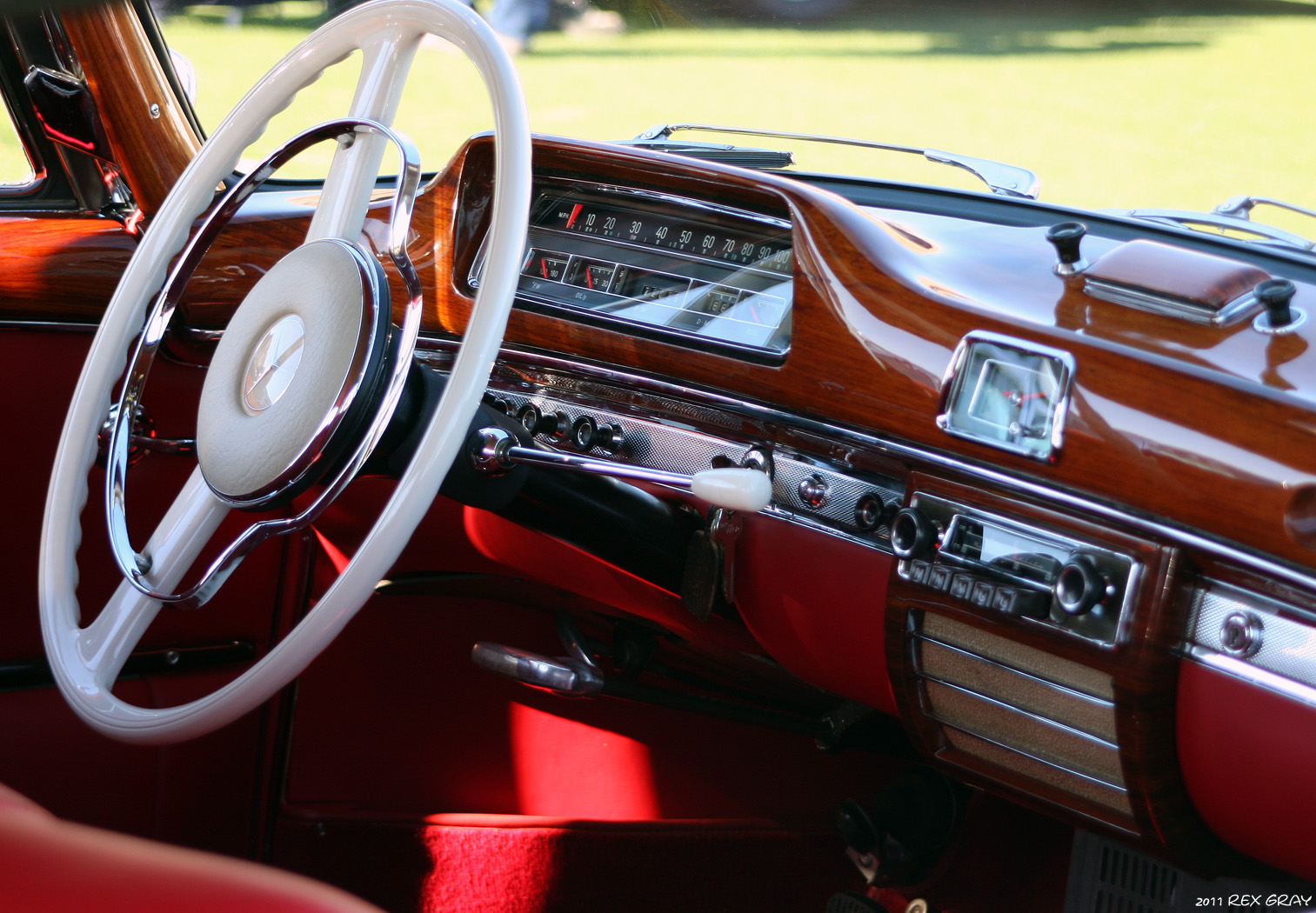
220 SE cabriolet, intérieur (1960).
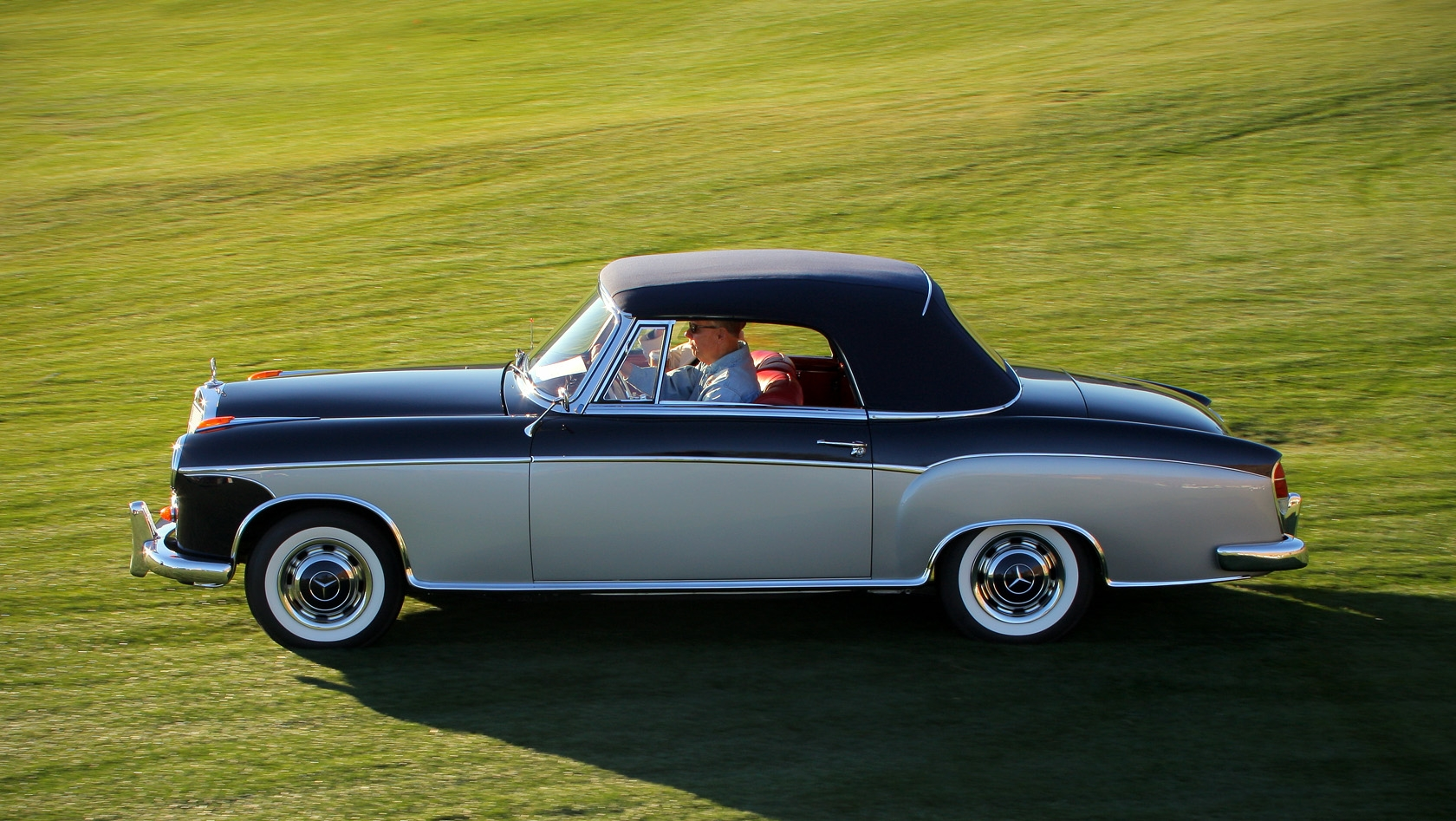
220 SE cabriolet (1960).
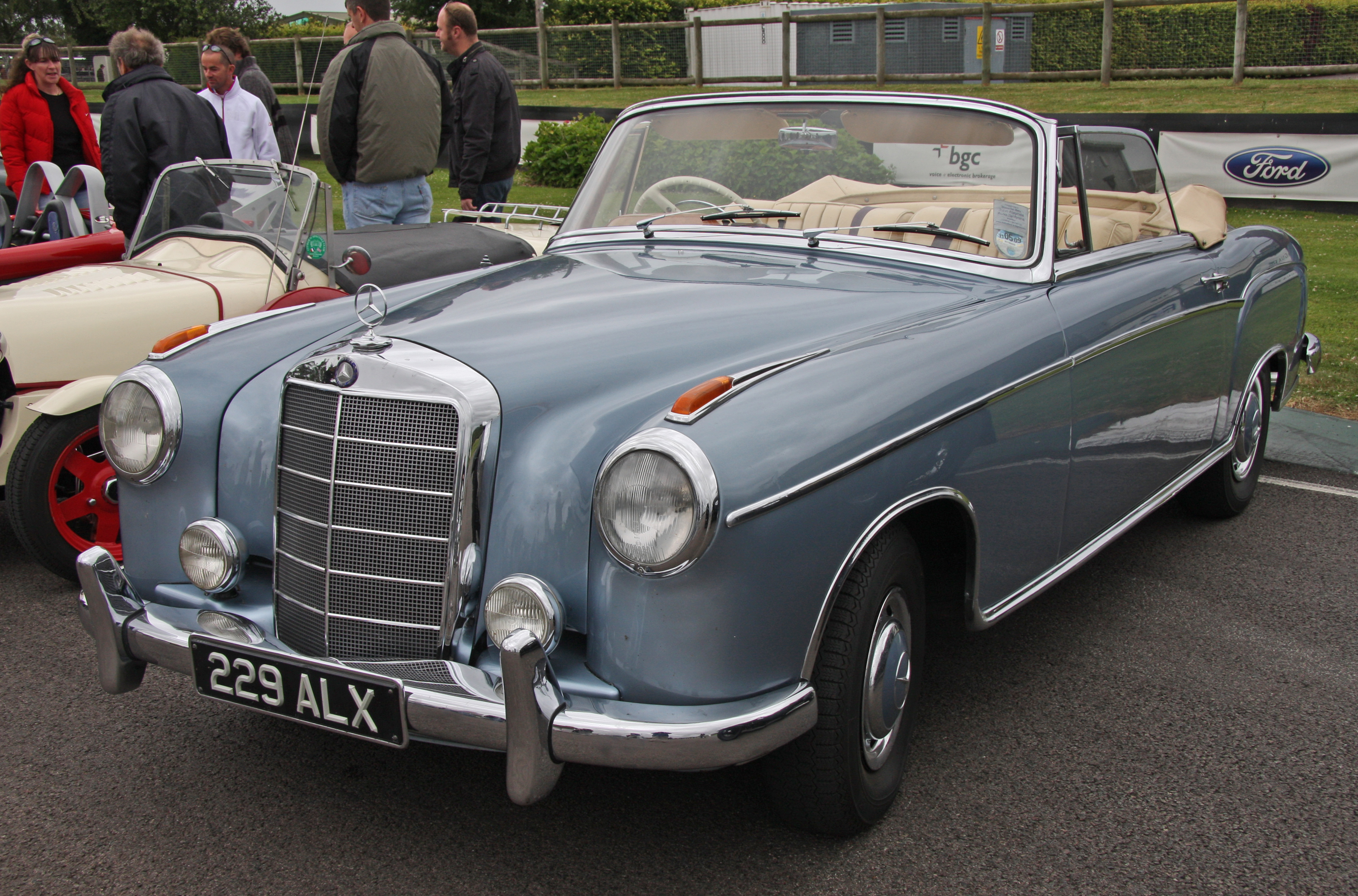
220 SE cabriolet.
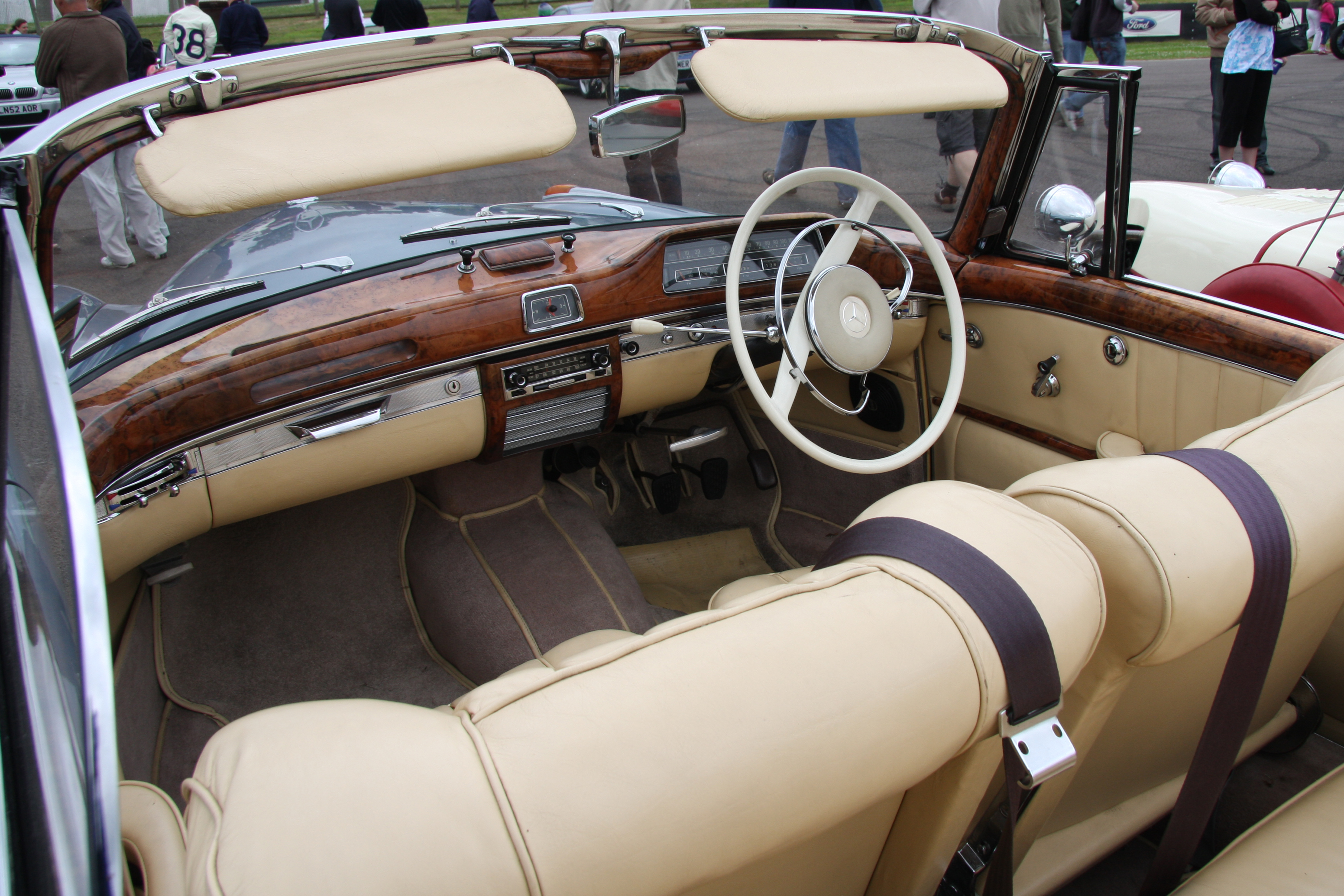
220 SE cabriolet.
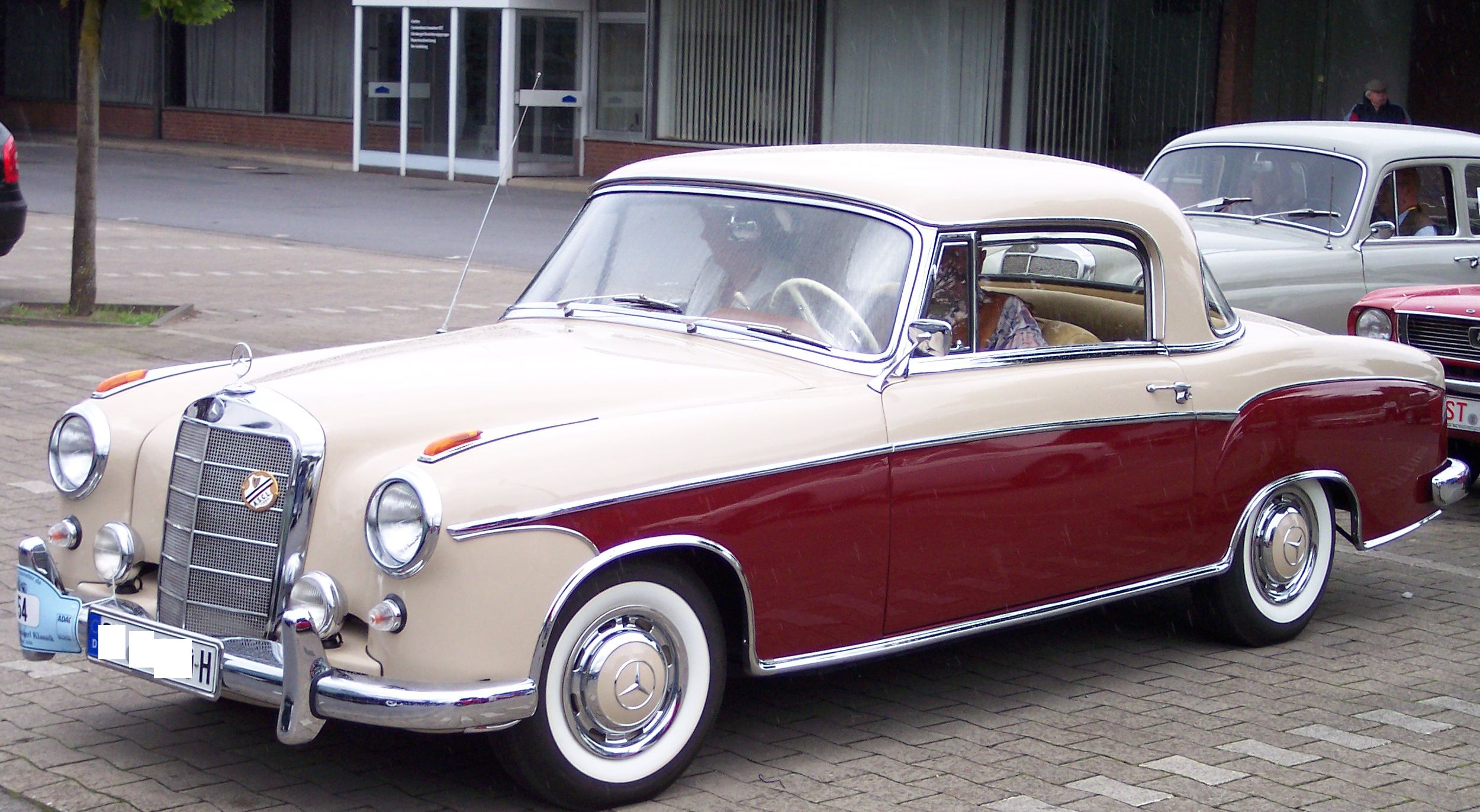
220 SE cabriolet à toit rigide.
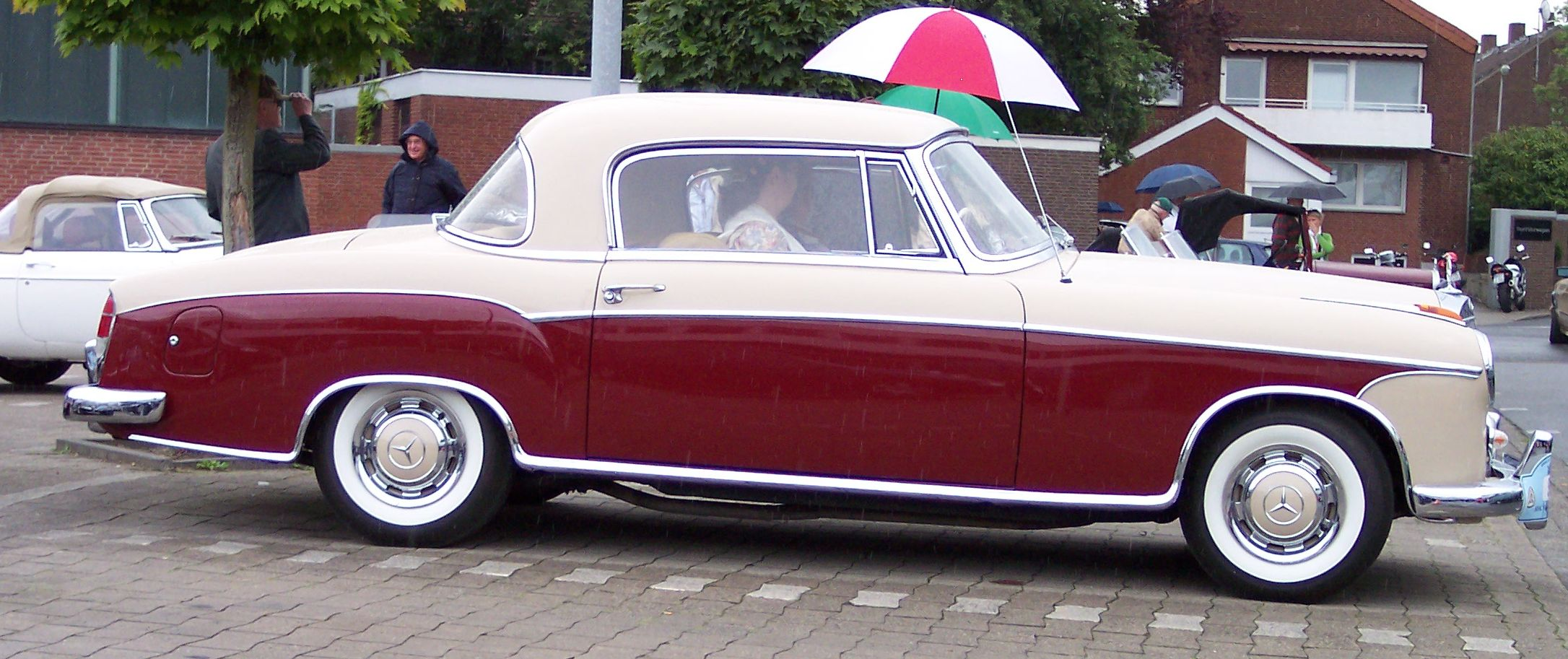
220 SE cabriolet à toit rigide.
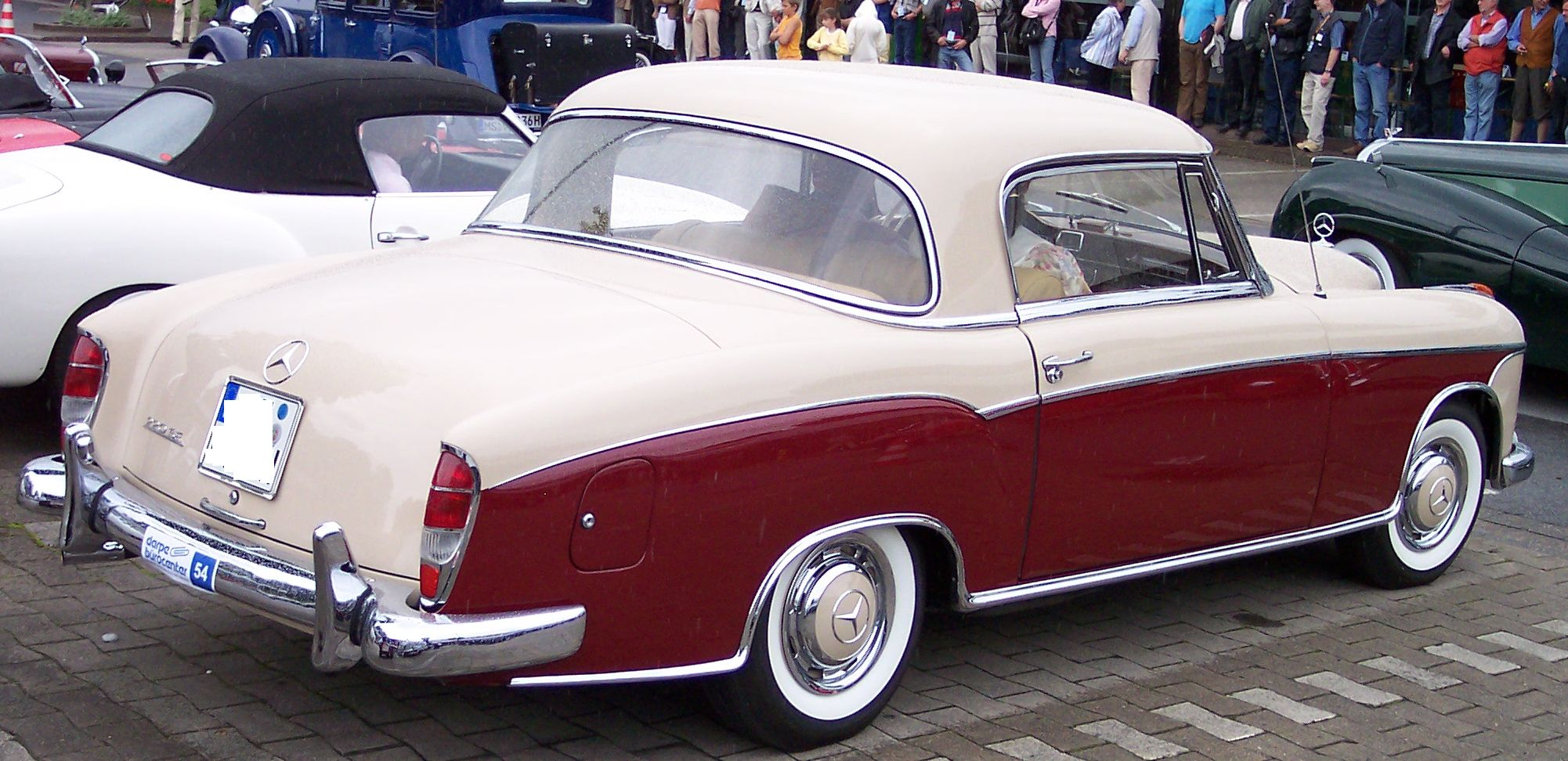
220 SE cabriolet à toit rigide.
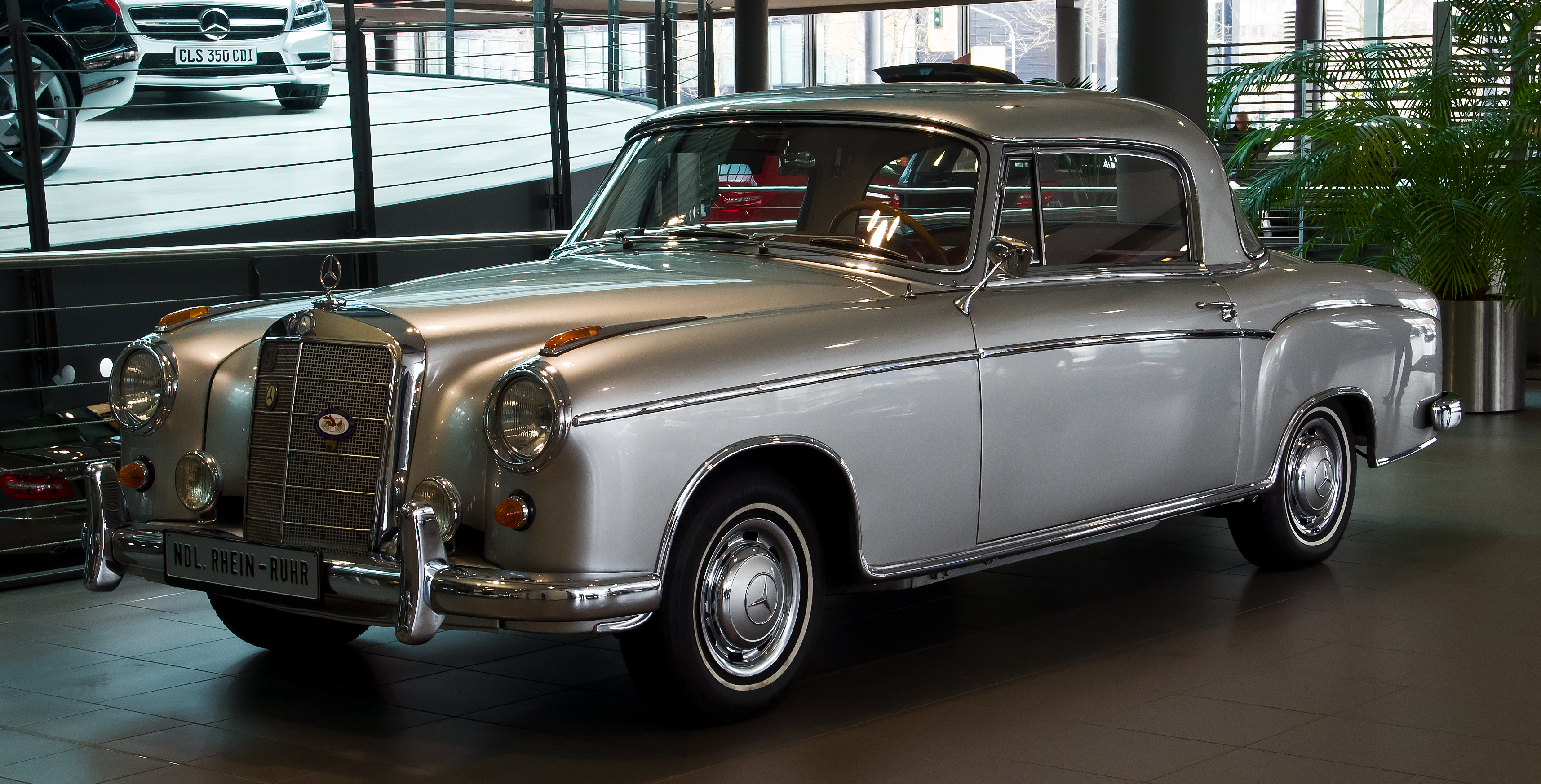
220 SE coupé (W 128).
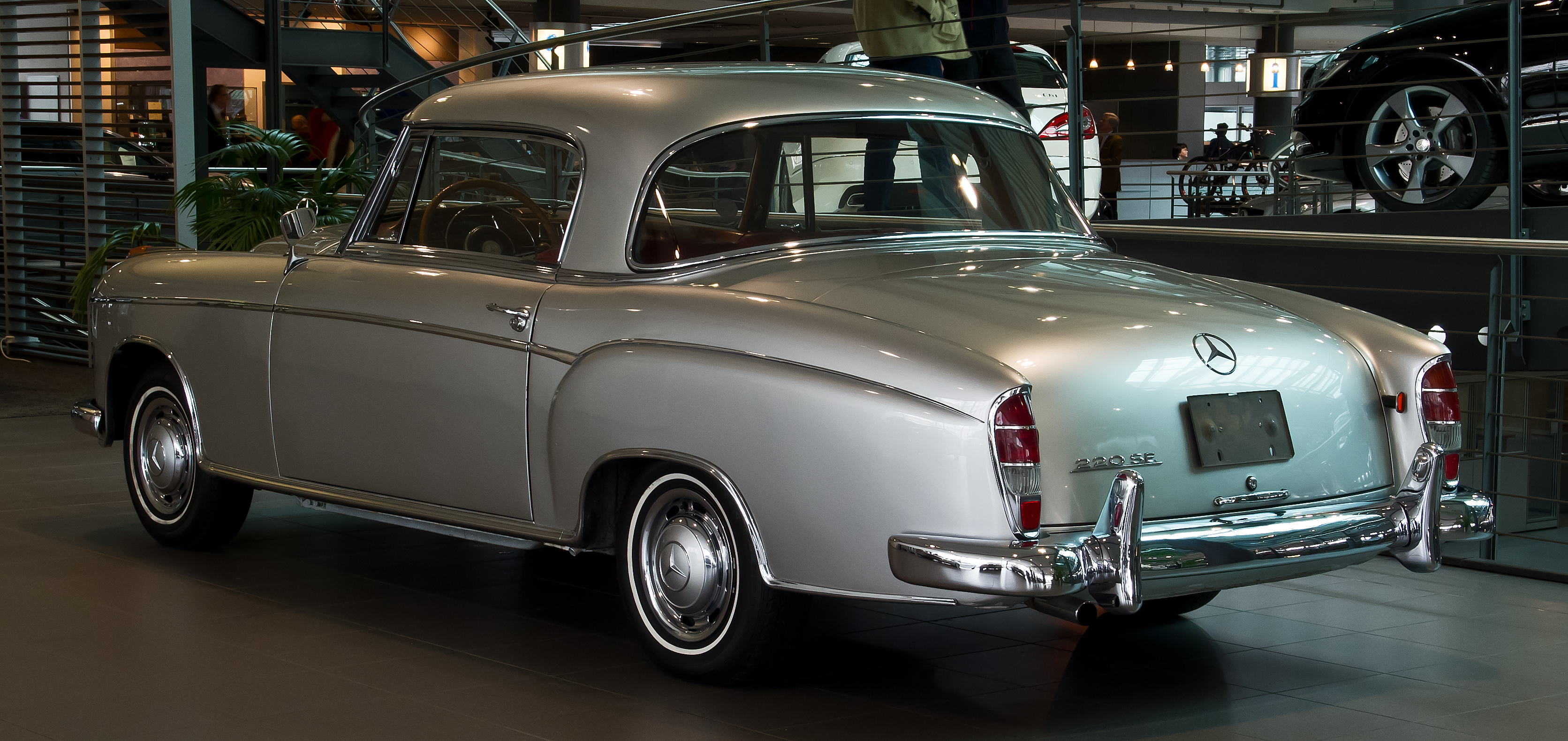
220 SE coupé (W 128).